# Meresanch II.
Meresanch II. war eine Prinzessin der altägyptischen 4. Dynastie. Sie war eine Tochter von Pharao Cheops und verheiratet mit Horbaef, der wahrscheinlich ihr Bruder war. Kinder aus dieser Ehe waren Djati und eine Tochter namens Neferetkau.

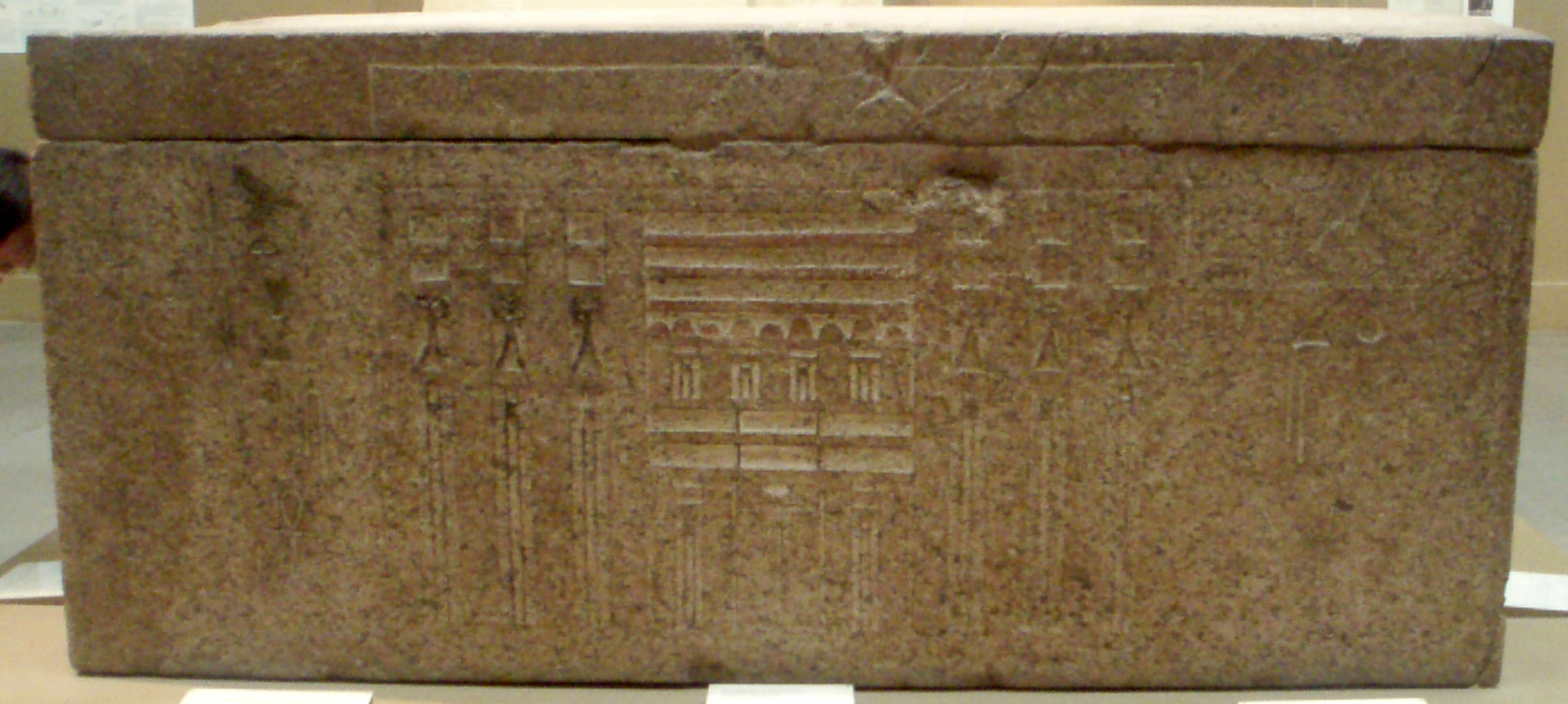
Sarkophag von Meresanch II. im Museum of Fine Arts, Boston

Meresanch II. gehört die Mastaba G 7410 auf dem Ostfriedhof der Cheops-Pyramide. Relieffragmente aus der Opferkapelle, die sich heute im Museum of Fine Arts in Boston befinden, zeigen die Verstorbene in einem Boot sitzend. Ebenfalls in Boston befindet sich heute der Sarkophag von Meresanch II. Er besteht aus Rosengranit und sein Deckel ist verziert mit einer Opferliste und der Darstellung des Anubis-Schakals.